# Naaldhak

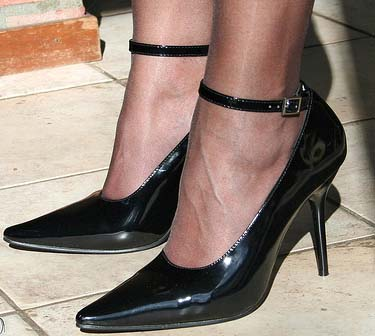
Naaldhakken

Naaldhakken zijn smalle hoge hakken van minimaal 7 centimeter lengte. De naaldhak is minder extreem van afmeting dan de stilettohak, die niet breder is dan 1 cm en wel 10 cm hoog kan zijn. De grens tussen naald- en stilettohakken is echter niet exact aan te geven.
Schoenen met deze hakken worden vooral gedragen door vrouwen en mannen die zich kleden als vrouwen. De naaldhak zorgt ervoor dat men er langer uitziet, met name de benen. Bovendien komt de kuit beter uit. Om deze redenen wordt de naaldhak wel als sexy beschouwd. Lopen op naaldhakken is echter geen sinecure, zeker niet op oneffen of juist zeer gladde ondergronden.
Pumps zijn ook schoenen met een hoge hak, maar deze zijn breder en lager dan een stiletto- of naaldhak. 

## Geschiedenis
Naaldhakken met een hoogte van 10 cm kwamen in de mode in 1952. Het is niet bekend welke ontwerper het eerste met de naaldhak kwam. Naaldhakken werden gemaakt van een metalen spie in een dun plastic omhulsel. De naaldhak verdween naar de achtergrond in de jaren 60, toen platte schoenen en laarzen bij minirokken werden gedragen. Later kwam de naaldhak bij vlagen weer terug in het modebeeld.  